# Fustat

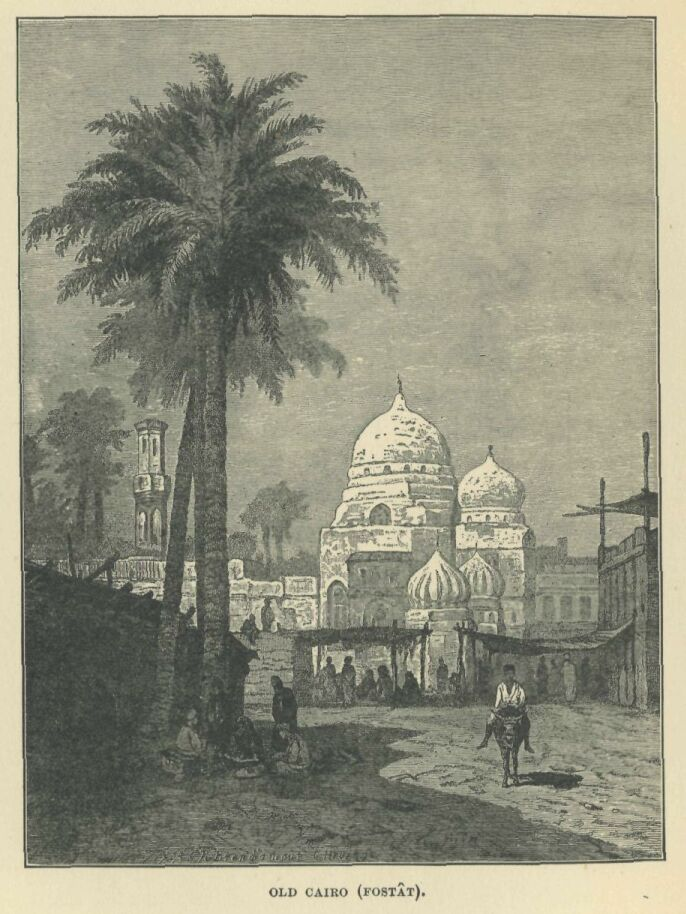

Fustat (ook Foestat, Fostat, Al Fustat, Misr al-Fustat en Fustat-Misr (in het Arabisch: الفسطاط, al-Fusţāţ) was de eerste hoofdstad van Egypte onder Arabisch bestuur. De stad werd in het jaar 641 gesticht door de Arabische generaal 'Amr ibn al-'As direct na de Arabische verovering van Egypte. In de stad bevond zich de moskee van Amr, de eerste in Egypte en in heel Afrika gebouwde moskee.
De stad bereikte zijn hoogtepunt in de 12e eeuw, met een bevolking van ongeveer 200.000 bewoners. Het was het bestuurscentrum van Egypte, totdat de stad op bevel van haar eigen vizier Shawar in 1168 in brand werd gestoken om te voorkomen dat haar rijkdommen in handen van de binnenvallende kruisvaarders zouden vallen. De overblijfselen van de stad gingen uiteindelijk op in het nabijgelegen Caïro, dat in het jaar 969 ten noorden van Fustat was ontstaan nadat de Fatimiden het gebied hadden veroverd en Caïro als nieuwe stad ten behoeve van de huisvesting van de kalief hadden gesticht. Het gebied waar de stad Fustat had gelegen raakte vervolgens gedurende honderden jaren in verval. Het werd bij tijd en wijle zelfs als vuilnisbelt gebruikt.
Vandaag de dag maakt Fustat deel uit van het oude Cairo. Er zijn slechts weinig gebouwen overgebleven uit de dagen als hoofdstad. Wel geven de vele archeologische opgravingen blijk van een rijkdom aan begraven materiaal in het gebied. Veel oude artefacten die op het grondgebied van het oude Fustat zijn opgegraven worden nu tentoongesteld in het Museum van Islamitische Kunst in Caïro.
In de 21e eeuw werd de site van het Nationaal Museum van Egyptische Beschaving ontwikkeld in Fustat. Het museum opende partieel in februari 2017 en werd plechtig ingehuldigd en volledig geopend in april 2021.

## Voetnoten
1. ↑   Williams, blz. 37